# ŠK Žalec
ŠK Žalec – słoweński klub szachowy z siedzibą w Žalcu.

## Historia
Klub został założony w 1947 roku. W 1983 roku wygrał mistrzostwa Słowenii. W 2015 roku klub awansował do Državnej članskej ligi, jednak w sezonie 2016 zajął ostatnie miejsce i spadł. Do najwyższej ligi słoweńskiej klub wrócił w 2020 roku. Zespół zajął wówczas trzecie miejsce w lidze, ulegając jedynie ŽŠK Maribor i ŠD Pomgrad. Czołowym zawodnikiem klubu był wówczas Leon Livaić. W sezonie 2021 klub zajął siódme miejsce w lidze, a rok później – szóste. W 2023 roku ŠK Žalec został sklasyfikowany na czwartej pozycji w krajowych rozgrywkach. W roku 2024 klub zajął siódme miejsce.